# Липи
Липи (груз. ლიპი) — село в Грузии, на территории Тетрицкаройского муниципалитета края (мхаре) Квемо-Картли.

## География
Село находится в юго-восточной части Грузии, на правом берегу реки Асланки (бассейн реки Храми), на расстоянии приблизительно 6 километров (по прямой) к юго-западу от города Тетри-Цкаро, административного центра муниципалитета. Абсолютная высота — 1111 метров над уровнем моря.

## Население
По результатам официальной переписи населения 2014 года в Липи проживало 7 человек (4 мужчины и 3 женщины). В национальной структуре населения грузины составляли 85,7 %, русские — 14,3 %.
| Год  | Население, человек |
| ---- | ------------------ |
| 2002 | 12                 |
| 2014 | ↘ 7                |